# Прапор Луганської народної республіки
Прапор "Луганської народної республіки" — один із «символів» маріонеткового терористичного самопроголошеного утворення "Луганської народної республіки" поряд з гербом та гімном. Має блакитний, синій та червоний кольори, розташовані у такому ж порядку зверху вниз. Чинна версія прапора затвердженна так званою «Народною радою ДНР» 27 лютого 2014 року.
Відповідно до "Конституції ЛНР" опис та порядок офіційного використання Державного прапора встановлюються законом "Луганської народної республіки" .

## Опис
Державний прапор "Луганської народної республіки" є прямокутним полотнищем з трьох рівновеликих горизонтальних смуг: верхньої — блакитного, середньої — синього та нижньої — червоного кольору. Співвідношення ширини прапора до його довжини 2:3.
Прапор побудований за принципом, аналогічним "прапору ДНР", повторюючи, за винятком верхньої смуги, прапор Росії. Наразі статус прапора підтверджено "Законом ЛНР" від 2 листопада 2014 року «Про Державний прапор Луганської Народної Республіки».

## Кольори прапора
Кольори прапора "Луганської народної республіки" визначаються "Законом" «Про Державний прапор Луганської Народної Республіки».
| кольори | Блакитний   | Синій    | червоний |
| ------- | ----------- | -------- | -------- |
| RGB     | 100-200-255 | 0-57-166 | 240-0-0  |
| HTML    | #64C8FF     | #0039A6  | #F00000  |

## Передісторія

Прапор організації «Донецька республіка» до весни 2014 року

На відміну від "ДНР", де з прапором загалом визначилися ще задовго до подій весни 2014 року, на Луганщині до цього часу не існувало значних сепаратистських чи автономістських рухів, які виступали за створення самостійної держави чи автономії безпосередньо у межах Луганської області. Громадська організація Донецька республіка, яка очолила сепаратистський рух на Донбасі, спочатку ставила за мету створення держави на території всього Донбасу. Саме слово донецька в назві організації є відсиланням до Донецько-Криворізької Радянської Республіки, чия назва походить від Донецького кам'яновугільного басейну і, на відміну від назви Донецької області, ніяк не пов'язана з назвою міста Донецьк (до 1924 року Юзівка). Таким чином, "проголошення ДНР" у межах Донецької області 7 квітня 2014 року створило певну затримку щодо статусу Луганської області, визначення її лідерів (усі лідери "Донецької республіки" автоматично виявилися лідерами Донецька, а не Луганська), а також її символіки18[джерело?].

Лише 27 квітня (через 20 днів після "проголошення ДНР") було "проголошено Луганську народну республіку". У цей час у соціальних мережах паралельно з'явилися різноманітні прапори — неофіційні претенденти на державний символ нового сепаратистського утворення. Всі ці прапори вигадали ентузіасти. В їх основі лежали 2 різні підходи18[джерело?].
Перший підхід ґрунтувався на тому, що "ЛНР" — це також частина Донбасу, вона також входила до складу Донецько-Криворізької Республіки, якій чорно-синьо-червоний прапор приписують лідери Донецької республіки, і тому ЛНР має право і повинна мати ту саму чорну смугу на прапорі, що символізує колір вугілля, як на прапорі ДНР. Тому в інтернеті у квітні 2014 року набули поширення чорно-синьо-червоні триколори, але з написом «Луганська Республіка» і зовсім різними гербами на ньому.

Прапор Луганська: герб міста на блакитному тлі

Другий варіант, який у підсумку і став найбільш застосованим і на якому заснований поточний офіційний прапор, пов'язаний із розглядом Луганської області в контексті «великої Новоросії», а не лише Донбасу. У зв'язку з цим, які могли б увійти до складу майбутньої "федеративної Новоросії". Всі ці прапори вигадувалися також ентузіастами, якісь із них в ілюстраціях від різних людей збігалися (тобто запозичувалися один у одного), якісь відрізнялися. По суті, це були прості варіації прапора "ДНР" із заміною деяких атрибутів. Відмінна риса такого підходу — для всіх потенційних "республік" передбачалися триколори, але кольори цих триколорах не повинні були повністю збігатися. Відповідно, для тих умовних "республік", для яких можна було виділити конкретний колір, що їх символізує, цей колір по можливості і використовувався. У більшості випадків це були кольори, взяті з символіки адміністративних центрів відповідних областей (наприклад, рожевий колір для "Запорізької республіки", зелений колір для "Харківської республіки", білий та синій кольори для "Херсонської республіки", жовтий колір для "Одеської республіки", синій з фіолетовим відтінком для "Дніпропетровської республіки"). Для "Луганської республіки" з'явився прапор із блакитною смугою зверху, оскільки саме цей колір є фоновим на прапорі міста Луганська.

Прапор Російської федерації — основний прапор сепаратистів навесні 2014 року

У підсумку до Дня Перемоги 9 травня 2014 року рішення щодо офіційного прапора керівниками "ЛНР " так і не було прийнято. Весь цей час з моменту початку терористичних акцій фактичним прапором сепаратистів був російський триколор. Але крім нього, до 9 травня були виготовлені також популярні на той час прапори з георгіївською стрічкою та прапори з блакитною, синьою та червоною смугою, що набули поширення в інтернеті. За своїм виглядом вони не сильно відрізнялися від російського прапора, тому були добре прийняті сепаратистами. Двоголовий орел був узятий той самий, що і на гербі Росії, були лише замінені колір (золотий на білий), а також зображення всередині щита в центрі (герб Луганська замість герба Москви)18[джерело?] .
До проведення "референдумів" про самостійність "республік" Донбасу з'явилося нове зображення прапора "ДНР", яке відрізнялося від того, яке використовує організація Донецька республіка. Зображення двоголового орла зазнало значних змін. Це зображення широко застосовувалося на агітаційних плакатах у "ДНР". Воно ж (з невеликими змінами) на якийсь час поширилося в інтернеті як герб на майбутньому прапорі "ЛНР". Але це зображення орла у результаті не стало гербом ні "ДНР" ні "ЛНР".
Після того, як 11 травня відбулося інсценування референдуму про статус Луганщини, сепаратисти намагалися провести конкурс на прапор "ЛНР". Але в результаті прапор так і не був обраний, а за фактом до листопада 2014 року продовжував використовуватися прапор, представлений 9 травня або його варіація - прапор тих самих кольорів, але з написом «Новороссия».

## Історія
Вперше прапор "ЛНР" був вивішений 30 квітня 2014 року над будівлею Виконкому у місті Алчевську.1[джерело?] . Вдруге він був представлений громадськості 9 травня 2014 року під час мітингу з нагоди Дня Перемоги у Луганську. Прапор був триколором із блакитної, синьої та червоної горизонтальних смуг. У центрі прапора зображався герб - двоголовий орел з гербом Луганська на грудях, зверху і знизу від якого, на блакитній та червоній смугах, містилися слова "Луганская" та "Республика", виконані в стилі російського уставу. Спочатку на прапорі зображувався білий орел зі скіпетром і державою.

Найпоширеніший прапор із середини літа до листопада 2014 року

Після того як наприкінці травня 2014 року "ДНР" та "ЛНР" хотіли об'єднати в «Новоросію», з'явився новий варіант прапора — із зображенням білого орла зі стрічкою внизу та написом «Новороссия». Цей орел на прапорі майже повністю повторював орла з прапора організації «Донецька республіка»: та ж відсутність корони (замінена на державу), та сама стрічка, відрізняються тільки текст у ній та зображення в центрі (герб Луганська замість архангела Михайла).
Крім цього іноді використовувався третій варіант - золотий орел з кирками. Саме на тлі цього прапора Валерій Болотов 14 серпня 2014 року зачитав телевізійне звернення про звільнення з посади голови "ЛНР".
4 листопада 2014 року на церемонії "інавгурації" нового голови "ЛНР" Ігоря Плотницького використовувалися блакитно-синьо-червоні прапори з емблемою у вигляді щита, в якому зображалися соняшник, кінь та шахта.
У лівій частині щита зображено соняшник на зеленому тлі, у правій — білий кінь на червоному тлі, у нижній — вугледобувний завод на синьому тлі. З лівого та правого боку від щита зображені пшеничні колоски. Колосся з'єднане синьою стрічкою з написом: «ВОЛЯ СВОБОДНЫХ ЛЮДЕЙ», що проходить у нижній частині прапора. У верхній частині прапора напис: "ЛНР". З лівого та правого боку від цього напису зображені зірки в три ряди. Ряди нахилені вниз. У верхньому ряду три зірки що знаходяться у крайній правій стороні по відношенню до середнього ряду у правій групі зірок, три зірки у крайній лівій стороні по відношенню до середнього ряду у лівій групі зірок. У середньому ряду зображені по чотири зірки з лівої та праворуч від напису: «ЛНР». У нижньому ряду три зірки, що знаходяться у крайній лівій стороні по відношенню до середнього ряду у правій групі зірок, три зірки у крайній правій стороні щодо середнього ряду у лівій групі зірок18[джерело?] .

## Галерея прапорів

Прапор «ЛНР», який фактично використовувався з 09.05.2014
Прапор «ЛНР» 02.11.2014-26.11.2014
Прапор «ЛНР» з 26.11.2014

### Варіанти

Варіант прапора «ЛНР» до 02.11.2014
Варіант прапора «ЛНР» до 02.11.2014
Варіант сучасного прапора «ЛНР»